# Бахмутский (хутор)
Бахмутский — хутор в Кизлярском районе Дагестана. Входил в состав Ново-Гладковского сельсовета. Точная дата упразднения не установлена.

## Географическое положение
Располагался на трассе Кизляр — Крайновка, в 3,5 км к северо-востоку от села Большебредихинское. На современных картах на месте села значится СТФ.

## История
В 1929 году хутор Бахмутский состоял из 36 хозяйств и входил в состав Ново-Гладковского сельсовета Кизлярского района. Последний раз хутор был обозначен на карте на Карта генштаба РККА за 1941 год.

## Население
По данным Всесоюзной переписи населения 1926 года на хуторе проживало 173 человека (79 мужчин и 94 женщины):
| № | Национальность | Число хозяйств | Численность, чел. | Доля   |
| - | -------------- | -------------- | ----------------- | ------ |
| 1 | молдаване      | 16             | 83                | 48,0 % |
| 2 | украинцы       | 14             | 67                | 38,7 % |
| 3 | русские        | 5              | 19                | 11,0 % |
| 4 | мордва         | 1              | 4                 | 2,3 %  |